# 松果小光壳炱
松果小光壳炱（学名：Asteridiella pitya）是属于小煤炱目小煤炱科小光壳炱属的一种真菌，寄生在红豆杉科植物上。该种分布于中国、日本、美国。